# Sportswashing

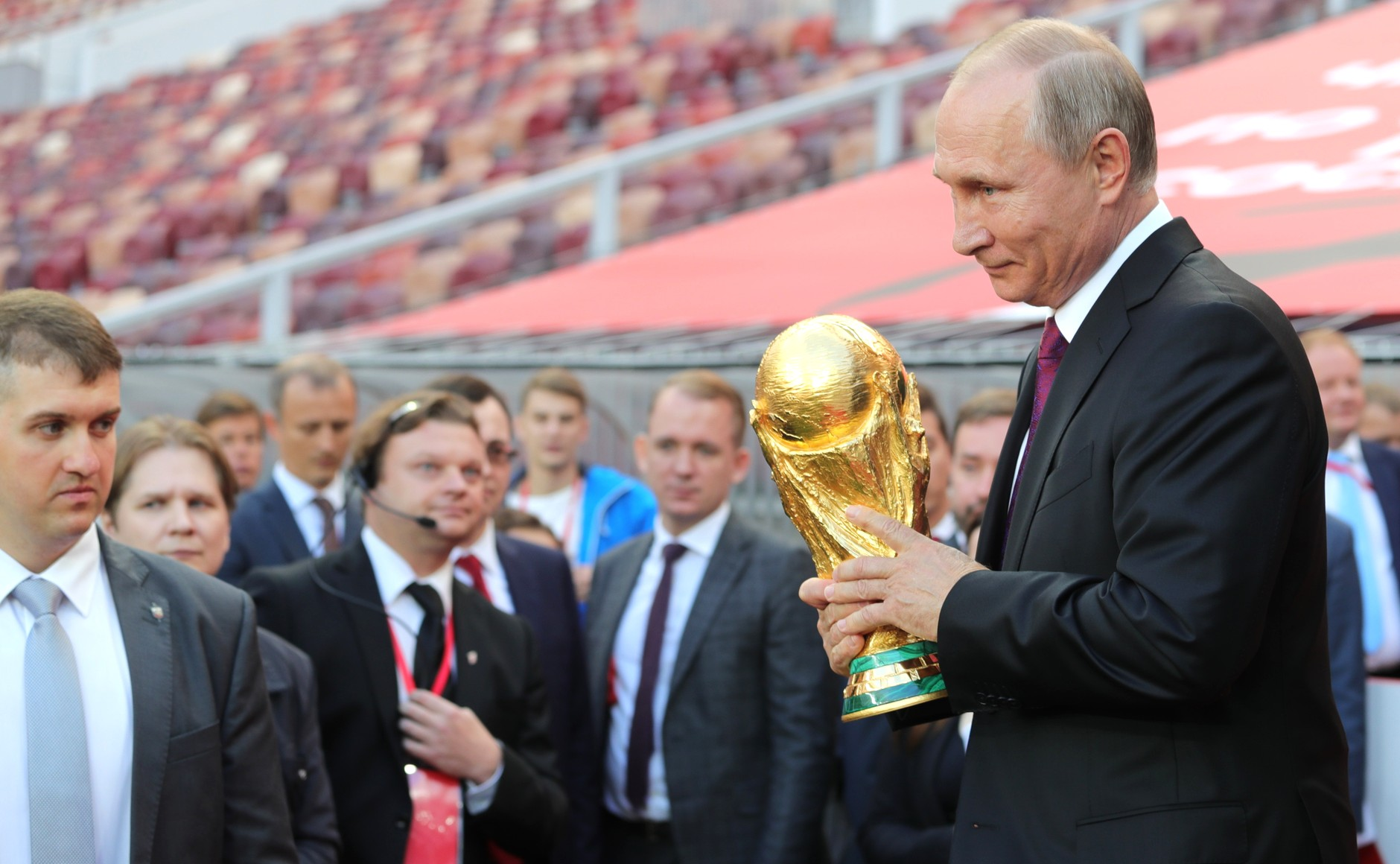
El president Vladimir Putin sosté el trofeu de la Copa Mundial de la FIFA en una cerimònia prèvia al torneig a Moscou el 9 de setembre del 2017

Sportswashing (blanqueig esportiu) és un manlleu (de l'anglès sports, esports, i whitewash, blanquejar o encobrir) utilitzat per referir-se a la pràctica d'individus, grups, corporacions o governs que utilitzen l'esport per millorar la reputació danyada. Es pot fer mitjançant l'organització d'esdeveniments esportius, la compra o el patrocini d'equips esportius o la participació en un esport. A nivell internacional, es creu que lSportswashing s'ha fet servir per desviar l'atenció dels historials deficients de drets humans i els escàndols de corrupció. A nivell individual i empresarial, es creu que el blanqueig esportiu s'ha fet servir per encobrir vicis, delictes i escàndols.
A nivell internacional, el rentat esportiu s'ha descrit com a part del poder transversal d'un país. L'organització de la Copa Mundial de la FIFA 2018 per part de Rússia s'ha citat com a exemple, ja que la reputació global del país era baixa a causa de la política exterior i l'esdeveniment va canviar l'enfocament de les discussions cap a l'èxit de la Copa Mundial.
Gent de països acusats de rentar esports sovint argumenten que simplement volen gaudir d'esdeveniments esportius als seus països d'origen i que els boicots esportius i la reubicació d'esdeveniments són injustos per als aficionats a l'esport i ineficaços per canviar la política del govern.
Entre les empreses que han estat acusades de blanqueig esportiu hi ha Ineos, que es va convertir en el principal patrocinador del Team Sky de ciclisme el 2019, cosa que va fer que passés a dir-se Team Ineos i posteriorment Ineos Grenadiers, i Arabtec, una empresa dels Emirats Àrabs Units que va patrocinar el Manchester City FC.
El blanqueig esportiu es considera una forma de propaganda potencialment costosa. Per exemple, el març del 2021 l'organització de drets humans Grant Liberty va afirmar que només Aràbia Saudita havia gastat almenys 1.500 milions de dòlars en suposades activitats de blanqueig esportiu.

## Exemples

### Sportswashingen patrocini corporatiu
- El patrocini de l'empresa petroliera estatal russa Gazprom a l'equip de futbol alemany Schalke 04, els esdeveniments de la Lliga de Campions de la UEFA i els equipaments.[11][12]
- El holding rus USM Holdings Limited patrocina a l'Everton FC, l'empresa és propietat de l'empresari Alisher Usmanov, conegut per ser un home de negocis pro-Kremlin.[13]

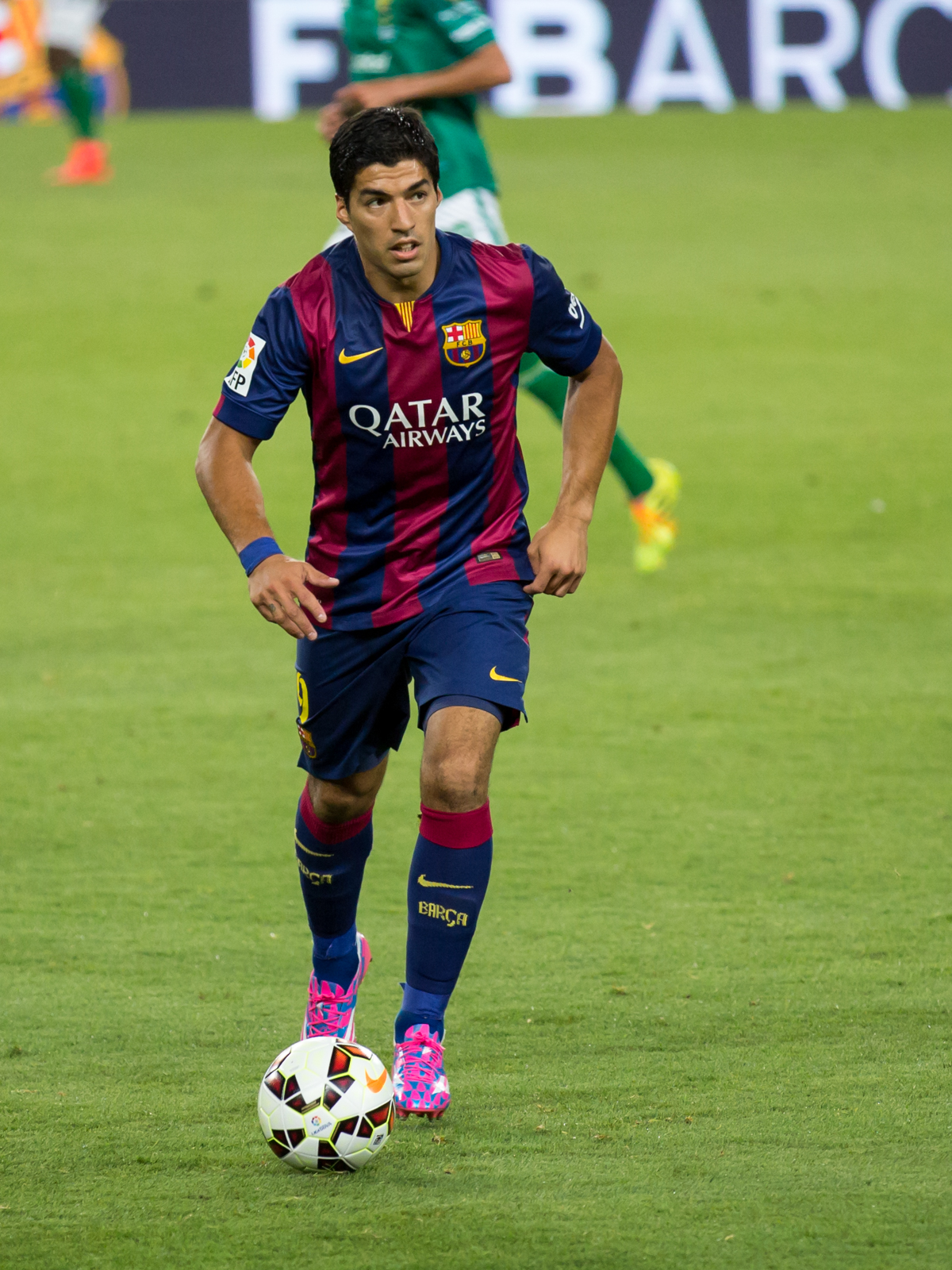
Luis Suárez amb una samarreta del FC Barcelona amb el logotip de Qatar Airways com a patrocinador

- Patrocinis de Qatar Airways a equips de futbol
  - FC Barcelona,
  - AS Roma,
  - Boca Juniors,
  - París Saint-Germain,
  - FC Bayern de Múnic[14]
- L'aeroport internacional Hamad de Qatar patrocina el Bayern de Múnic des del 2018.[15][16]
- L'aerolínia de bandera de Brunei, Royal Brunei Airlines, va signar un acord de patrocini amb l'AFL Europe el 2014. L'acord de patrocini va finalitzar aquell mateix any, després d'enfrontar-se a les protestes dels grups de drets humans.[17][18]
- El govern veneçolà a través de la companyia petroliera estatal PDVSA patrocina el pilot de Fórmula 1 Pastor Maldonado, que va córrer per Williams Grand Prix Engineering el 2011-2013 i Lotus F1 el 2014-2015. El logotip de PDVSA es va incloure als adhesius dels cotxes dels dos equips durant aquests períodes.[19]
- L'emissora estatal xinesa CCTV patrocina l'equip de Fórmula 1 del Gran Premi de Jordan el 2003.[20]
- La companyia aèria de bandera del Regne de Bahrain, Gulf Air, patrocina el Chelsea FC i al Queens Park Rangers FC.[21]
- La petroliera estatal Aramco de l'Aràbia Saudita patrocina l'equip de Fórmula 1 Aston Martin i patrocina els esdeveniments de Fórmula 1 en el seu conjunt.[22][23][24]
- La companyia de bandera de l'Aràbia Saudita, Saudia, va patrocinar l'equip de Fórmula 1 Williams Grand Prix Engineering del 1977 fins al 1984.
- L'aerolínia de bandera russa Aeroflot patrocina el Manchester United.[25]
- Patrocini de l'Arsenal per part de les autoritats turístiques ruandeses.[26]
- Patrocini de l'autoritat turística de l'Azerbaidjan de l'Atlètic de Madrid.[27]
- El Fons d'Inversió Pública d'Aràbia Saudita va donar suport al patrocini de Neom a l'escuderia McLaren de Fórmula E i Extreme E.[28]
- La principal associació de la companyia petroliera Shell amb British Cycling el 2022.[29]
- La companyia d'assegurances AIA Group, amb seu a Hong Kong, patrocina el club de futbol anglès Tottenham Hotspur FC. El grup AIA va donar suport a la llei de seguretat nacional de Hong Kong el 2020, fet que va ser condemnat per un grup de polítics britànics i va exigir a l'equip que abandonés el patrocini.[30]

### Acollir esdeveniments esportius

#### Bàsquet
- El Campionat del Món FIBA de 1978 es va celebrar a les Filipines sota el règim de Ferdinand Marcos.[31]
- El Campionat del Món FIBA 2010 celebrat a Turquia.
- El Campionat FIBA Americas 2013 celebrat a Veneçuela.[26]
- La Copa del Món de Bàsquet FIBA 2019 celebrada a la Xina.[32][33]
- La temporada 2021 de BAL celebrada a Ruanda.[26]
- La Copa del Món de Bàsquet FIBA 2023, algunes rondes programades per celebrar-se a Filipines mentre estava sota el mandat del fill de Ferdinand Marcos, Bongbong.

#### Boxa
- El combat de boxa de pes semipesant de 1973 entre el sud-africà Pierre Fourie i el nord-americà Bob Foster es va celebrar al Rand Stadium, Johannesburg, Sud-àfrica durant l'era de l'apartheid.[34]
- El combat indiscutible del títol mundial de pes pesant de 1974 entre George Foreman i Muhammad Ali, conegut com <i>The Rumble in the Jungle</i>, es va celebrar a Kinshasa, Zaire (ara República Democràtica del Congo).[2]
- El combat de trilogia del títol mundial de pes pesant de 1975 entre Muhammad Ali i Joe Frazier, conegut com a <i>Thrilla a Manila</i>, es va celebrar a Quezon City, Filipines durant la dictadura de Ferdinand Marcos.[2]
- El combat del Campionat Mundial de pes pesant de l'AMB de 1980 entre Gerrie Coetzee i Mike Weaver a Sun City a Sud-àfrica de nou durant l'era de l'apartheid.
- El Campionat del Món de Boxa AIBA 2015 celebrat a Qatar.[35]
- La represa del títol mundial de pes pesat del 2019 entre Andy Ruiz Jr. i Anthony Joshua, coneguda com <i>Clash on The Dunes</i>, es va celebrar a Diriyya, Aràbia Saudita.[2][36]

#### Ciclisme
- Volta a Veneçuela celebrada des de 1963.[26]
- Volta a Cuba celebrada el 1964-2010.[37]
- Vuelta al Táchira celebrada des de 1966.[26]
- Tour de Qatar celebrada el 2002-2016.[38]
- Tour de Pequín celebrat el 2011-2014.[38]
- Tour de Dubai celebrat el 2014-2018.[38]
- Abu Dhabi Tour celebrat el 2015-2018.[38]
- Campionat del Món de carretera UCI 2016 celebrat a Qatar.[35]
- Tour de Guangxi celebrat des de 2017.[38]
- Segona etapa del Giro d'Itàlia 2018 celebrada a Israel.[37][39]
- Tour dels Emirats Àrabs Units celebrat des del 2019.[38]
- Tour Femení de Veneçuela celebrat el 2019.[26]
- Tour d'Oman celebrat des del 2020.[38]
- El Campionat del Món de Ruta UCI 2025 està previst que se celebri a Ruanda.[40]

#### Tornejos de futbol

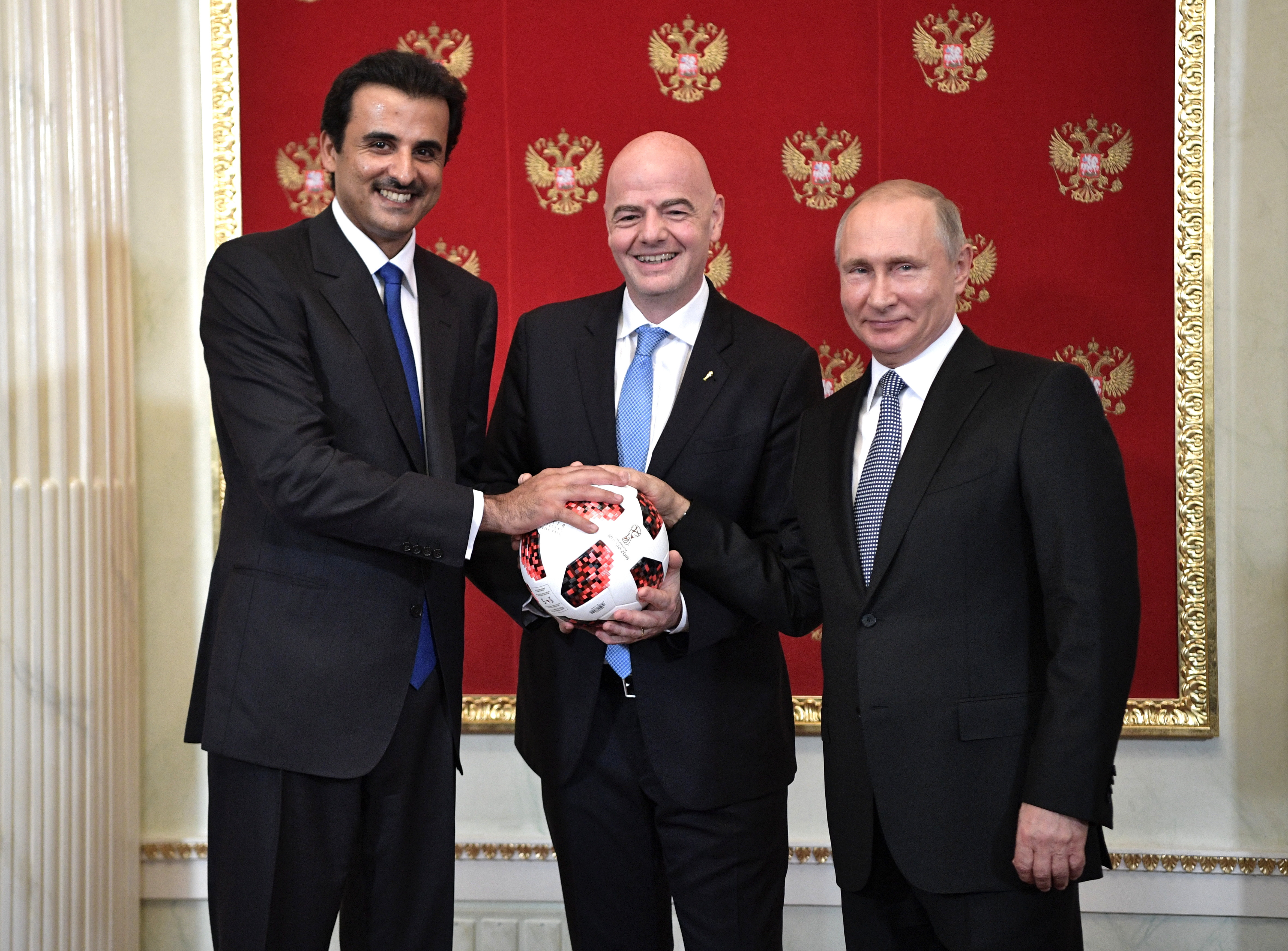
Rússia lliura a Qatar la batuta de relleu simbòlic dels drets d'acollida de la Copa del Món de la FIFA 2022 el juny de 2018

- La Copa del Món de Futbol de 1934 celebrada durant el govern de Benito Mussolini a Itàlia.[41]
- La Campionat d'Europa de futbol de 1964 celebrada a Espanya sota la dictadura de Francisco Franco.[42]
- La Copa Asiàtica de l'AFC de 1972 celebrada a Tailàndia sota una dictadura militar.
- La Copa del Món de Futbol de 1978 celebrada a l'Argentina sota una dictadura militar.[43]
- El Campionat Mundial Juvenil de la FIFA de 1985 es va celebrar a la Unió Soviètica.
- El Campionat Mundial Sub-16 de la FIFA de 1985 es va celebrar a la Xina.
- La Copa Asiàtica de l'AFC de 1988 celebrada a Qatar.[35]
- El Campionat Mundial Juvenil de la FIFA de 1989 es va celebrar a l'Aràbia Saudita.
- La Copa Mundial Femenina de la FIFA de 1991 celebrada a la Xina.
- El Campionat Mundial Juvenil de la FIFA de 1995 celebrat a Qatar.[35]
- La Supercopa Italiana de 2002 entre la Juventus i el Parma es va celebrar a Líbia sota el règim de Muammar Gaddafi.[44]
- La Copa Asiàtica de l'AFC 2004 celebrada a la Xina.
- La Copa del Món Femenina de la FIFA 2007 celebrada a la Xina (inicialment es va adjudicar la candidatura de 2003 però es va traslladar als Estats Units a causa del SARS).[33]
- La Copa Amèrica 2007 celebrada a Veneçuela.[45]
- La Copa Asiàtica de l'AFC 2011 celebrada a Qatar.[35]
- El Trophée des Champions 2013 entre Paris Saint-Germain i Bordeus es va celebrar a Gabon.[46]
- La Copa del Món de la FIFA 2014 celebrada al Brasil.[47]
- La Copa del Món de la FIFA 2018 celebrada a Rússia.[48]
- La Supercoppa Italiana va celebrar dos partits de futbol polèmics a l'Aràbia Saudita:
  - La Supercopa Italiana 2018 entre la Juventus i l'AC Milan es va celebrar a Gidda, Aràbia Saudita.[49]
  - La Supercopa Italiana 2019 entre Juventus i SS Lazio es va celebrar a Riad, Aràbia Saudita.[37]

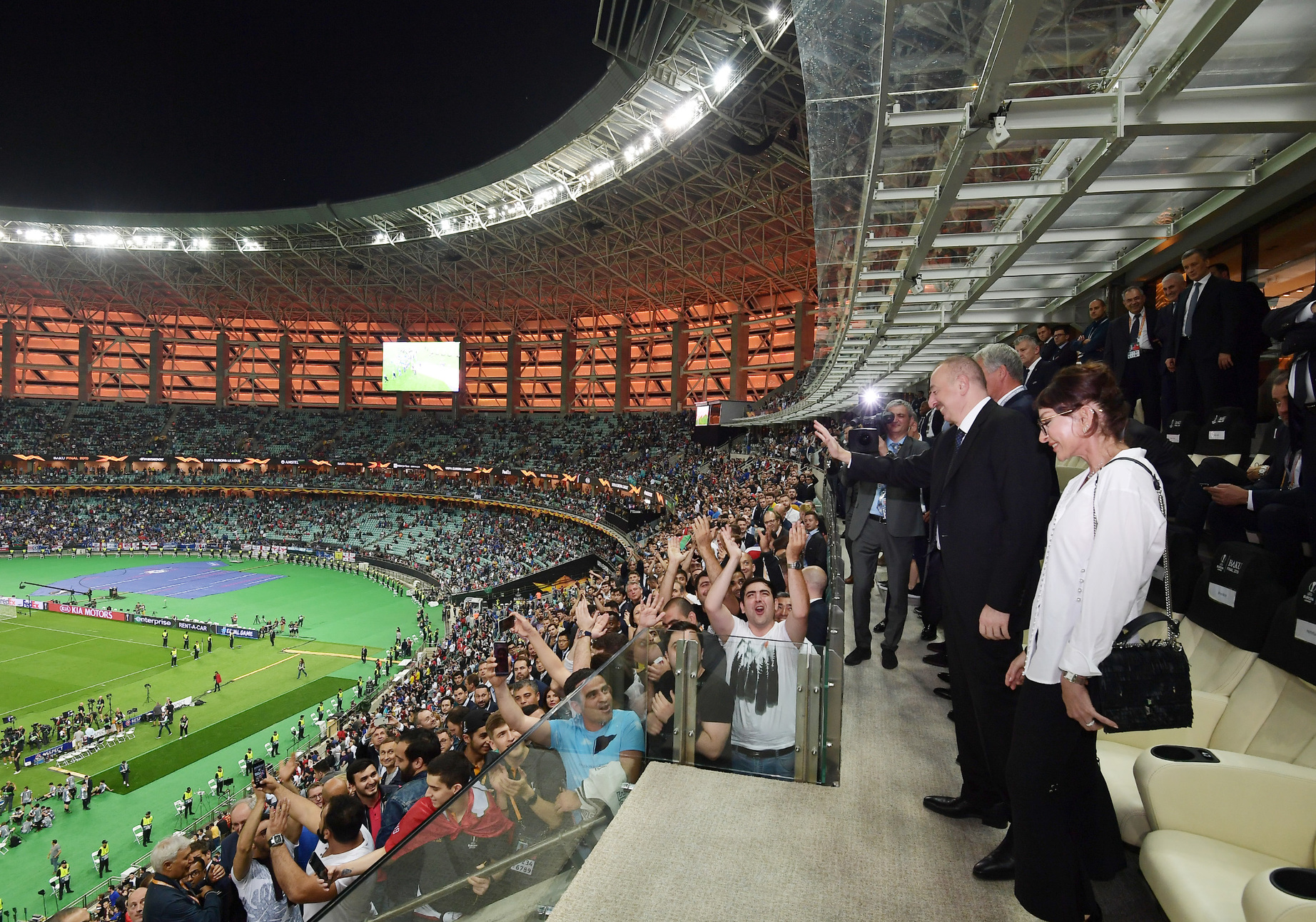
El Chelsea jugant contra l'Arsenal a l'Estadi Olímpic de Bakú durant la final de la UEFA Europa League el 29 de maig de 2019

- La final de la UEFA Europa League 2019 entre el Chelsea i l'Arsenal celebrada a l'Azerbaidjan.[50]
- La Copa del Món de Clubs de la FIFA 2019 celebrada a Qatar.[35]
- La Supercopa d'Espanya va celebrar partits de futbol a l'Aràbia Saudita:
  - Supercopa d'Espanya 2019-20 celebrada a Gidda, Aràbia Saudita.[51]
  - Supercopa d'Espanya 2021–22 celebrada a Gidda, Aràbia Saudita.[51]
  - Supercopa d'Espanya 2022–23 celebrada a Riad, Aràbia Saudita.
- La Copa del Món de Clubs de la FIFA 2020 celebrada a Qatar.[35]
- L'Eurocopa 2020 celebrada a diversos països, inclosos els països amb un historial pobre en matèria de drets humans:
  - Grup F i vuitens de final celebrats a Budapest, Hongria.[52]
  - Grup A i quarts de final celebrats a Bakú, Azerbaidjan.[53]
  - Grup B, Grup E i quarts de final celebrats a Sant Petersburg, Rússia
- La Copa Amèrica 2021 celebrada al Brasil.
- El partit homenatge a Diego Maradona 2021 entre el FC Barcelona i el Boca Juniors batejat com a "Copa Maradona" celebrat a l'Aràbia Saudita.[54]
- Trophée des Champions 2021 entre el Lille i Paris Saint-Germain a Israel.[55]
- La Copa d'Àfrica de Nacions 2021 celebrada al Camerun.
- El Trophée des Champions 2022 entre el Paris Saint-Germain i el Nantes també es va celebrar al mateix lloc que la temporada passada.[56]
- La Copa del Món de la FIFA 2022 a Qatar.[35][57]
- La Copa Asiàtica de l'AFC 2023 celebrada a Qatar.
- La Copa del Món de Clubs de la FIFA 2022 celebrada a la Xina (planificada).[58]

### Propietat de l'equip

#### Futbol
- El propietari dels mitjans de comunicació italians, Silvio Berlusconi, a través del seu hòlding Fininvest, va ser propietari del club de la Sèrie A, el Milan AC, el 1986, i va tenir el 98% de les accions del club fins al 2017. Berlusconi va guanyar popularitat al país utilitzant l'èxit del seu equip, fortament recolzat pels seus propis mitjans de comunicació, entre ells Mediaset, per millorar l'opinió pública,[59] cosa que va ser útil per als seus fins polítics.[60] Va fundar Forza Italia, un partit de centredreta, i el 1994 es va convertir en Primer Ministre del país. Durant més de dues dècades de govern dividides en quatre períodes, Berlusconi es va veure embolicat en casos d'abús de poder, suborns, corrupció de personal públic i falsa comptabilitat, així com en escàndols sexuals,[60] entre d'altres polèmiques. Va proposar i aprovar moltes lleis ad personam (un tipus de clientelisme) a favor dels seus propis negocis, entre ells el del club milanès com el cas Lentini el 1995, el Decret salva-calci el 2003,[61][62] que va permetre al Milà alleujar el seu deute del 242 milions d'euros,[63][64] i la despenalització de la falsa comptabilitat durant el segon govern, càrrec pel qual el seu club i el seu rival local, l'Internazionale, van ser jutjats i absolts cinc anys després per aquesta mesura;[63] obtenint el suport polític de l'afició milanista, una de les més grans del país.[65]

- El polític i empresari rus Roman Abramovich va ser propietari del Chelsea FC (2003-2022), cosa que, segons alguns, es va fer a petició del president rus Vladimir Putin.[66]

- L'empresari rus pro-Kremlin Alisher Usmanov posseïa formalment accions parcials de l'Arsenal FC.[67][68]

- Abu Dhabi és propietari majoritari del City Football Group. El 2015, l'Abu Dhabi United Group va anunciar un consorci amb el grup estatal xinès CITIC per al City Football Group, entitat que al seu torn posseeix:[69]
  - Manchester City FC (des de 2008)
  - Melbourne City FC
  - Torque de la ciutat de Montevideo
  - New York City FC,
  - Yokohama F. Marinos,
  - Girona FC,
  - Sichuan Jiuniu FC (parcialment).
  - Mumbai City FC (parcialment)
- El príncep saudita Abdullah bin Musaid Al Saud és propietat de Sheffield United.[70]

- Greenwashing
- Poble de Potemkin
- Poder transversal
- Pinkwashing